# Jarek Cemerek
Jarek Cemerek (* 23. prosince 1973, Třinec) je český tanečník, choreograf a taneční pedagog.

## Studium, taneční začátky
V jedenácti letech se začal věnovat společenskému tanci, ve kterém získal nejvyšší třídu.[zdroj⁠?!] V letech 1990–1994 studoval tanec na Janáčkově konzervatoři v Ostravě a v letech 2002–2009 pak choreografii (BcA.) a taneční pedagogiku (MgA.) na HAMU v Praze.

## Taneční kariéra
V průběhu studia na konzervatoři mu bylo nabídnuto účinkování v Národním divadle moravskoslezském v Ostravě, v němž působil po ukončení studia ještě dva roky a kde ztvárnil několik sólových rolí. V letech 1996–1999 postupně přecházel od klasického tance k tanci současnému a tančil v Laterně magice v Praze a ve Státní opeře v Praze, jejíž opera Pád domu Usherů, ve které účinkoval v sólové dvojroli, se stala Operní inscenací roku 1999. V dalších letech (1999–2009) následovala již jen zahraniční angažmá, např. Tanzteater Wien, Bratislavské divadlo tanca, La Terra Nuova (Itálie), Dance Company Thor v Bruselu, Company Willi Dorner ve Vídni, Dance Theater of Ireland v Dublinu, Royal Opera House v Londýně, Stadttheater Bern, Thenobco (Dánsko) aj. V roce 2009 byl spoluzakladatelem souboru Albamora v dánském Aarhusu. (Činnost souboru byla ukončena v r. 2010.) V roce 2011 uvedl duet Void Amongst Humansve vlastní choreografii, za který získal ocenění Tanečník roku.
Jako tanečník spolupracoval s řadou významných choreografů, např. Hofesh Schechter, Alexander Ekman, Liz King, Crystal Pite, Jo Strømgren, Cathy Marston, Daniel Ezralow, Bill Young, Jean-Pierre Aviotte, Fearghus O´Conchuir ad.

## Choreografická tvorba
Choreografické činnosti se soustavněji věnuje od roku 2008, kdy působil ve Stadttheater Bern. Jeho choreografie Void Amongst Humans se stala v roce 2011 Taneční inscenací roku. V témže roce byla v Sadler's Wells Theatre v Londýně uvedena premiéra jeho choreografie Void. V roce 2012 vytvořil choreografii Footholds pro Juilliard School v New Yorku. V roce 2014 napsal scénář, vytvořil choreografii a režíroval vícežánrové dílo Loser(s). K dalším významnějším choreografiím patří Fated Shade pro Junior ballett při Conservatoire national supérieur v Paříži, Aapo – Seven Brothers pro Norrdans ve Švédsku, Heaves pro Laboratory Dance Project v Soulu aj. V době pandemie v roce 2020 vytvořil na dálku (prostřednictvím Zoom) celovečerní představení Terminus Vivendi pro Balettakademien Göteborg  a také řadu drobných sólových choreografií pro virtuální představení Boundaries of Being prezentované Boston Conservatory at Berklee .

## Pedagogická činnost
Během aktivní taneční kariéry rozvíjel své pedagogické schopnosti a začal být zván coby hostující pedagog jak do tanečních souborů, tak do vzdělávacích institucí. V červnu 2017 získal profesuru pro soudobý tanec na Univerzitě A. Brucknera v Linci. K tanečním souborům, v nichž pedagogicky působí, patří: DV8 (Londýn), Gothenburg Opera Dance Company (Švédsko), Carte Blance (Norsko), Skånes Dansteater (Švédsko), Norrdans (Švédsko), Ballet of The StadtTheater Bern (Ballet & Contemporary), The Icelandic Dance Company (Reykjavik), Yuval Pick Dance Company (Lyon), Balletboyz (Londýn), Balet Laterny magiky v Praze, Company Thor (Brusel), Cie. Willi Dorner (Vídeň), New Zealand Dance Company aj. Jako taneční pedagog vyučoval v těchto institucích: Juilliard School v New Yorku, Conservatoire national supérieur de musique et de danse v Paříži, Palucca Schule v Dražďanech, Codarts v Rotterdamu, Korean National University of Arts v Soulu, New Zealand School of Dance ve Wellingtonu, Royal Ballet School v Holstebro (Dánsko), Balettakademien Göteborg, A. Bruckner Universität v Linci, University of Stavanger (Norsko), Dance School of Shanghai Theatre Academy, Tanzplan Dresden, Iwanson School of Modern Dance (Mnichov), Kimpro/contact improvisation/(Dánsko), Taneční konzervatoř hl. m. Prahy, The Theatre Academy in Helsinki, Duncan Centre Praha, Ballet Masterclasses Darii Klimentové v Praze, Steps on Broadway, Peridance Studio a Dance New Amsterdam v New Yorku, Marameo v Berlíně ad.

## Ocenění
V roce 2011 se stal vítězem obou kategorií České taneční platformy – Taneční inscenace roku a Tanečník roku. V roce 2021 mu byla v Třinci, odkud pochází, udělena Cena města za reprezentaci města Třince a mimořádný přínos na poli kultury v oblasti současného tance, choreografie a taneční pedagogiky. V roce 2021 získal od Univerzity A. Brucknera v Rakousku ocenění za práci univerzitního profesora soudobého tance a mimořádné úsilí o taneční vzdělávání zaměřené na mezinárodní úroveň.